# Stupnica (Loznica)
Stupnica (Servisch cyrillisch Ступница) is een plaats in de Servische gemeente Loznica. De plaats telt 941 inwoners (2002).